# Џебелија
Џебелија (тур. ğebeli), наоружани војник на коњу за време Османског царства. 

## Историја
Спахија је био задужен да наоружа и опреми џебелије о свом трошку. Регрутовани су углавном од српског становништва који су купљени, заробљени или просто ту живели. Њихова опрема је укључивала сабљу, копље, лук и стрелу, штит, кацигу и коња.
Они су у ствари били извидничка тешко оклопљена коњица у саставу турске армије, један повлашћени сталеж, а повлашћен тиме што би плаћали џизју мање у пола 
Послије смрти спахије џебелије су могле да наслиједе дио имања, па да понекад и сами постану спахије.